# إتش وارد بيج
إتش وارد بيج (بالإنجليزية: H. Ward Page)‏ هو مدير فني أمريكي، ولد في 31 يناير 1876 في إيدجيرتون في الولايات المتحدة، وتوفي في 1 سبتمبر 1949 في أوتاوا في الولايات المتحدة.